# Lai-Sho Cheng
Lai-Sho Cheng (鄭麗莎; * 17. února 1986 Hongkong) je bývalá hongkongská reprezentantka ve sportovním lezení, mistryně Asie v lezení na rychlost a juniorská mistryně Asie v lezení na obtížnost i rychlost.

## Výkony a ocenění
- 2006: první Číňanka, která získala zlatou medaili v závodech světového poháru

### Závodní výsledky
| Mistrovství světa | Mistrovství světa |
| Rok               | 2007              |
| ----------------- | ----------------- |
| Rychlost          | 4                 |

| Světový pohár | Světový pohár | Světový pohár      | Světový pohár | Světový pohár   | Světový pohár |
| Rok           | 2003          | 2004               | 2005          | 2006            | 2007          |
| ------------- | ------------- | ------------------ | ------------- | --------------- | ------------- |
| Obtížnost     | —             | 0                  | —             | —               | —             |
| jednotlivě*   | —             | -,-,-,-,36,-,-,-,- | —             | —               | —             |
|               |               |                    |               |                 |               |
| Rychlost      | 23            | 20                 | 13            | 7               | 25-26         |
| jednotlivě*   | 10,-,-,-,-,-  | 12,-,-,-,-         | 11,9,16,-,-   | -,,5,12,-,-,-,- | -,10,-,-,-,-  |
|               |               |                    |               |                 |               |
| Bouldering    | —             | 64-65              | —             | —               | —             |
| jednotlivě*   | —             | 26,-,-,-,-,-       | —             | —               | —             |
|               |               |                    |               |                 |               |
| Kombinace     | —             | 25                 | —             | —               | —             |

- poznámka: nalevo jsou poslední závody v roce

| Mistrovství Asie | Mistrovství Asie | Mistrovství Asie | Mistrovství Asie |
| Rok              | 2004             | 2005             | 2006             |
| ---------------- | ---------------- | ---------------- | ---------------- |
| Rychlost         | 3                | 3                | 1                |

| Mistrovství Asie juniorů | Mistrovství Asie juniorů | Mistrovství Asie juniorů |
| Rok                      | 2002                     | 2005                     |
| ------------------------ | ------------------------ | ------------------------ |
| Obtížnost                | 1                        | 1                        |
| Rychlost                 | —                        | 1                        |